# Rudolf Oetker

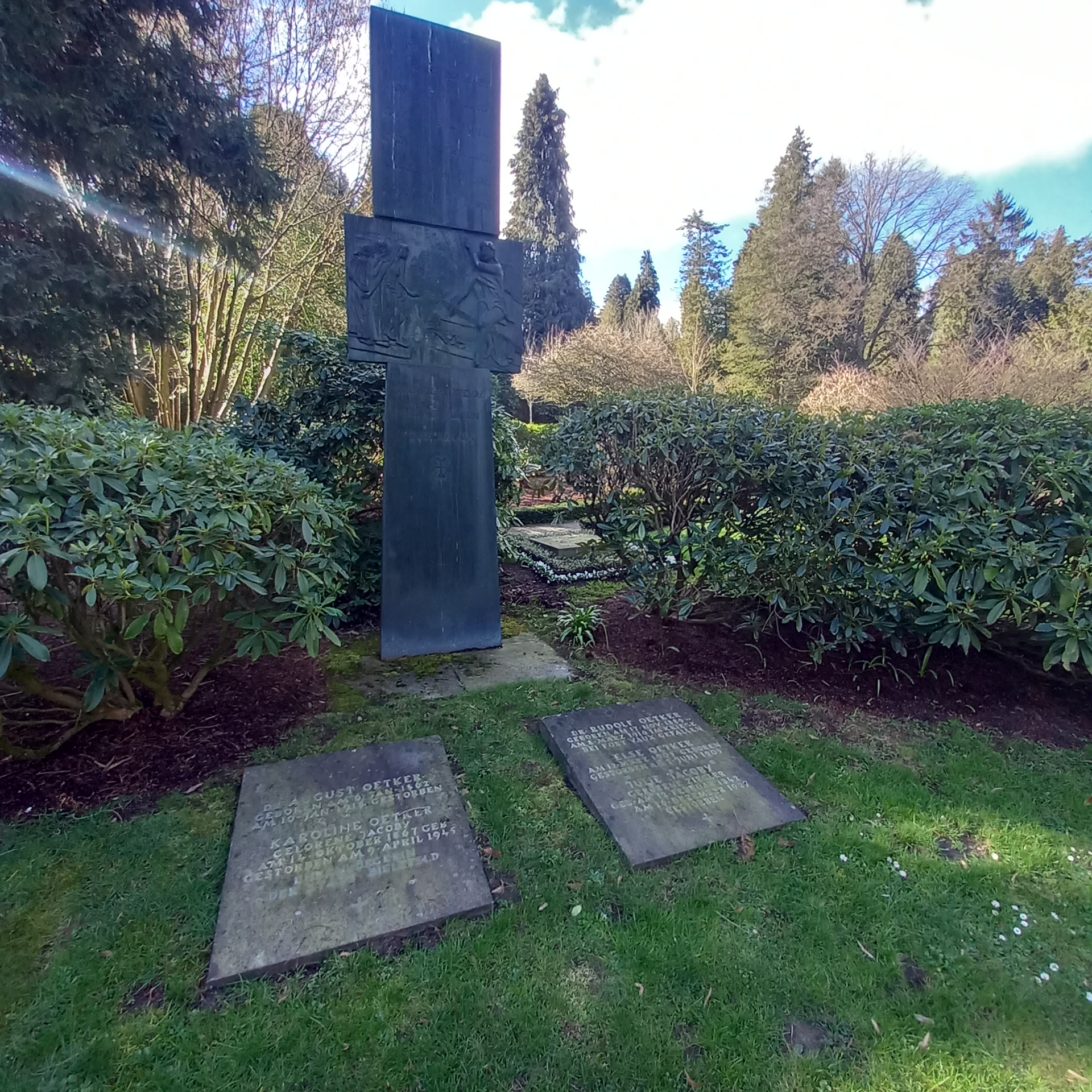
Das Grab von Rudolf Oetker in Familiengrab Oetker auf dem Johannisfriedhof Bielefeld

Rudolf Oetker (* 17. November 1889 in Berlin; † 8. März 1916 bei Verdun) war ein deutscher Chemiker und Unternehmer.

## Leben
Rudolf Oetker war der Sohn von August Oetker, dem Gründer des Bielefelder Unternehmens Dr. August Oetker KG, und dessen Frau Caroline Oetker geb. Jacobi. Er besuchte das Ratsgymnasium Bielefeld, studierte Chemie an der Technischen Hochschule Hannover sowie an der Rheinischen Friedrich-Wilhelms-Universität Bonn. 1914 wurde er mit der Dissertation „Über neue Ester einiger Monosaccharide mit Essigsäure, Benzoesäure, Zimtsäure und Kaffeesäure“ promoviert und trat als Teilhaber in die Leitung des väterlichen Unternehmens ein.
Im Ersten Weltkrieg wurde Oetker zu den Ulanen eingezogen und dann zur Infanterie versetzt. Er führte eine Kompanie von 200 Soldaten. Er fiel am 8. März 1916 im Alter von 26 Jahren bei Verdun. Eine Stiftung seiner Mutter Caroline Oetker zur Erinnerung an ihn, der bereits zu Lebzeiten eine Konzerthalle für Bielefeld angeregt hatte und selber Klavier und Orgel spielte, ermöglichte den Bau der Rudolf-Oetker-Halle.
Oetker war mit Ida geborene Meyer verheiratet. Das Paar hatte eine Tochter, Ursula Oetker und einen Sohn, Rudolf-August Oetker, der sechs Monate nach dem Tode seines Vaters zur Welt kam und 1944 das Familienunternehmen übernahm. Ida Oetker heiratete 1919 in zweiter Ehe Richard Kaselowski, der bis zu seinem Tod 1944 in der Unternehmensleitung tätig war.